# Quebrada de Yoro
Quebrada de Yoro är en ort i Honduras.   Den ligger i departementet Departamento de Yoro, i den västra delen av landet, 160 km norr om huvudstaden Tegucigalpa. Quebrada de Yoro ligger 54 meter över havet och antalet invånare är 896.
Terrängen runt Quebrada de Yoro är varierad. Runt Quebrada de Yoro är det ganska glesbefolkat, med 42 invånare per kvadratkilometer. Närmaste större samhälle är El Progreso, 4,1 km söder om Quebrada de Yoro. 